# حزب سوسیال دموکرات قرقیزستان
حزب سوسیال دموکرات قرقیزستان (به قرقیزی: Кыргызстан социал-демократиялык партиясы) یک حزب سیاسی در قرقیزستان بود. اعضا آن حزب را در ۱ اکتبر ۱۹۹۳ تشکیل دادند اما تا ۱۶ دسامبر ۱۹۹۴ در وزارت دادگستری ثبت نام نکردند. عبدی‌جانی آرکابایف اولین رئیس حزب بود و الماس‌بیگ آتامبایف در ۳۰ ژوئیه ۱۹۹۹ جایگزین او شد. اکثریت اعضای حزب را کارآفرینان کشور تشکیل می‌دادند.
در ۲۰ مه ۲۰۰۴، حزب سوسیال دمکرات قرقیزستان با پیوستن به ائتلاف انتخاباتی عادلانه موافقت کرد. در اکتبر ۲۰۰۴، حزب بزرگتر ال به رهبری ملیس اشیمکانوف با حزب سوسیال دموکرات ادغام شد تا برای انتخابات پارلمانی فوریه ۲۰۰۵ آماده شود.
این حزب نقش قابل توجهی در انقلاب انقلاب گل لاله و تظاهرات‌های گسترده در بیشکک در آوریل و نوامبر ۲۰۰۶ ایفا کرد. تمیر ساریف نمایندۀ برجسته پارلمان که در سال ۲۰۰۶ به حزب سوسیال دموکرات پیوسته بود به‌دلیل مخالفت خود با نخست‌وزیر شدن الماس‌بیگ آتامبایف در مارس ۲۰۰۷ از حزب خارج شد.
حزب سوسیال دموکرات قرقیزستان در انتخابات پارلمانی ۲۰۱۰ رای ۸ درصد از رأی واجدین شرایط را به‌دست آورد و ۲۶ کرسی از ۱۲۰ کرسی پارلمان را به خود اختصاص داد. این نتیجه باعث شد این حزب دومین حزب از پنج حزبی باشد که از آستانه حمایت ۵ درصدی واجدین شرایط برای ورود به پارلمان فراتر رود. این حزب ۳۸ کرسی از ۱۲۰ کرسی را در انتخابات پارلمانی ۲۰۱۵ به‌دست آورد. در سال ۲۰۱۷، نامزد ریاست‌جمهوری آن، سورنبای جینبکف، با کسب ۵۴ درصد آرا در انتخابات ریاست‌جمهوری پیروز شد.
در ژوئن ۲۰۱۸ این حزب به‌عنوان یک عضو مطلق در انترناسیونال سوسیالیست پذیرفته شد.
در مارس ۲۰۱۹، چند تن از اعضای حزب همسو با الماس‌بیگ آتامبایف، رئیس‌جمهور سابق، از حزب سوسیال دموکرات و ائتلاف دولتی به‌دلیل شکاف گسترده با رئیس‌جمهور سورنبای جینبکف جدا شدند. جینبیکف که در ابتدا به‌عنوان جانشین دست‌گزیده آتامبایف دیده می‌شد، بسیاری از اعضای مرتبط با دولت آتامبایف را هنگام انتخاب‌شدن به‌عنوان رئیس‌جمهور برکنار کرد و تحقیقاتی در مورد اعمال احتمالی فساد توسط متصدی سابق را آغاز کرد.
در ماه مه ۲۰۲۰، دو تن از پسران آتامبایف اعلام کردند که به یک حزب سیاسی جدید به نام سوسیال دموکرات‌های قرقیزستان می‌پیوندند. چند تن دیگر از اعضای حزب سوسیال دموکرات قرقیزستان پس از جلسه ۲۶ مه شورای سیاسی آنجا را ترک کردند.
در سال ۲۰۱۹، اعضای طرفدار سورنبای جینبکف، وحدت را سازماندهی مجدد کردند. به‌دلیل چندین انشعاب، حزب سوسیال دموکرات در انتخابات پارلمانی اکتبر ۲۰۲۰ شرکت نکرد.
این حزب زمانی که این حزب به دو حزب طرفدار جینبکف «وحدت» و طرفدار آتامبایف «سوسیال دموکرات‌ها» تقسیم شد، عملاً فعالیت‌های خود را در نیمه اول سال ۲۰۲۰ متوقف کرد.

## اعضای سرشناس
- الماس‌بیگ آتامبایف (تا مارس ۲۰۱۹)
- رزا اوتونبایوا (تا ۲۱ می ۲۰۱۰)
- سورنبای جینبکف
- باقر باشیموف
- عیسی عمرکولف
- میربیگ آساناکوف
- عسل قدرانوا
- اصیل‌بیگ جینبکف
- قبادبیگ قدیروف
- ایرینا کرم‌اوشکینا
- دامیر نیازعلیوا
- روسلا شاباتویف